# Werner Bloch
Werner Bloch (* 4. Februar 1890 in Berlin; † 20. August 1973 in Bad Waldsee) war ein deutscher Politiker der SPD.

## Leben
Werner Blochs Vater war der Berliner Buchhändler Ludwig Bloch (1859–1939), sein jüngerer Bruder war der spätere Bezirksbürgermeister von Berlin-Steglitz Peter Bloch. Werner Bloch machte sein Abitur und studierte ab 1910 Philosophie, Literatur und Physik, erst an der Berliner Universität, später in München. Dort promovierte er 1913 als Dr. phil. 1914 kehrte Bloch nach Berlin zurück und arbeitete ab 1915 im Schuldienst, ab 1928 an der Karl-Marx-Schule in Berlin-Neukölln. Mit der „Machtergreifung“ der Nationalsozialisten wurde er entlassen, konnte aber durch die Unterstützung der Jüdischen Gemeinde in Berlin Lehrer an einer jüdischen Schule in Schweden werden.
Neben seiner Lehrtätigkeit belegte er 1916/17 ein Wintersemester für Physik bei Albert Einstein. Er wurde auch bekannt durch seine Popularisierungen technisch-wissenschaftlicher Themen wie beispielsweise über die Relativitätstheorie 1918 (2. Auflage 1920) und darüber hinaus übersetzte er bekannte wissenschaftliche Werke, siehe #Veröffentlichungen (Auswahl).

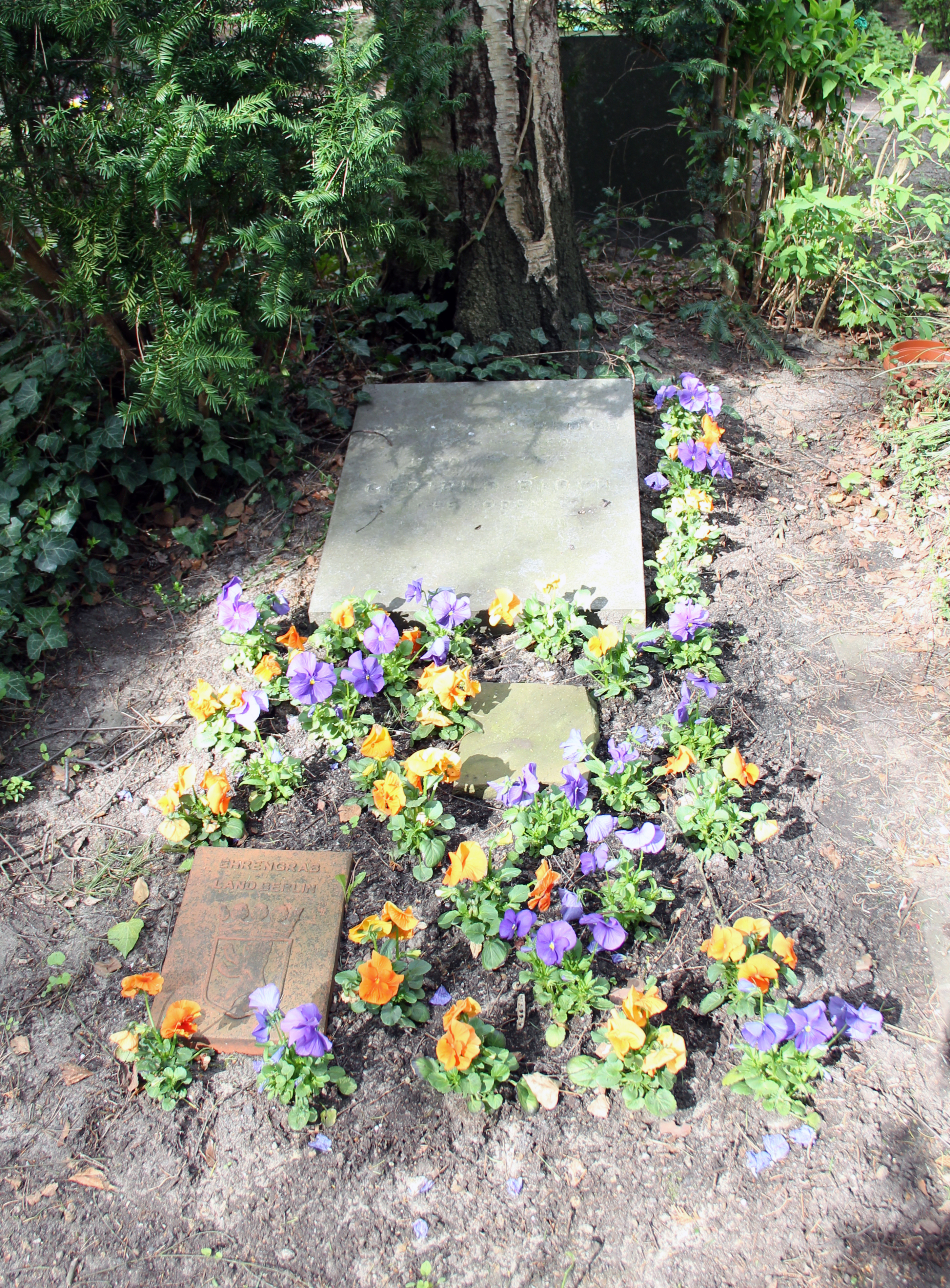
Ehrengrab von Werner Bloch auf dem Friedhof Heerstraße in Berlin-Westend

Nach dem Zweiten Weltkrieg wurde Bloch zunächst Leiter des Schulwesens im Bezirk Wilmersdorf, ab 1946 wurde er Lehrer und später ab 1950 auch Direktor des Paulsen-Gymnasiums in Berlin-Steglitz. Im Juni 1951 rückte er in das Abgeordnetenhaus von Berlin nach, da Helmut Mattis Bezirksstadtrat im Bezirk Schöneberg wurde. Auch im Februar 1955 rückte er erneut in das Abgeordnetenhaus nach, da nun Kurt Arnold Bezirksstadtrat im Bezirk Steglitz wurde. Bis 1963 war Bloch Mitglied des Parlaments.
Anlässlich seines 80. Geburtstages wurde Bloch 1970 als Stadtältester von Berlin geehrt.
Werner Bloch starb 1973 im Alter von 83 Jahren in Bad Waldsee. Sein Grab auf dem landeseigenen Friedhof Heerstraße in Berlin-Westend (Grablage: 18-L-51) ist als Ehrengrab des Landes Berlin gewidmet.

## Veröffentlichungen (Auswahl)
- Der Pragmatismus von James und Schiller (1913, Dissertation)
- Einführung in die Relativitätstheorie (1. Ausgabe 1918, 2. Ausgabe 1920)
- Abriss der Radiotechnik für den Schulgebrauch (1924)
- Radiotechnik: Wellentelephonie (1924)
- Vom Kienspan bis zum künstlichen Tageslicht (1925)
- ABC der Atome (1925, Übersetzung von Bertrand Russells "The ABC of Atoms")
- Unser Planetensystem (1927)
- Die Prinzipien der Quantenmechanik (1930, Übersetzung von Paul Diracs "The Principles of Quantum Mechanics")